# Jumprava (przystanek kolejowy)
Jumprava (ros. Юмправа) – przystanek kolejowy w miejscowości Jumprava, w gminie Lielvārde, na Łotwie. Położony jest na linii Ryga - Dyneburg.
Do 1991 stacja kolejowa.